# قنومة هاسلكويست
قنومة هاسلكويست (الاسم العلمي:Mormyrus hasselquistii) (بالإنجليزية: Elephant snout)‏ هي نوع من الأسماك تتبع جنس القنومة من فصيلة الأسماك القنومية.